# Phileurus toulgoeti
Phileurus toulgoeti är en skalbaggsart som beskrevs av Roger Paul Dechambre 1996. Phileurus toulgoeti ingår i släktet Phileurus och familjen Dynastidae. Inga underarter finns listade i Catalogue of Life.